# This Is Gospel
«This Is Gospel» es un sencillo de la banda estadounidense Panic! at the Disco, perteneciente al álbum Too Weird to Live, Too Rare to Die!. Fue lanzado el 12 de agosto de 2013, y el vídeo musical fue dirigido por Daniel "Cloud" Campos. Alcanzó el puesto número 86 en el Billboard Hot 100 en su momento de lanzamiento.

## Video musical
El vídeo musical fue subido a la cuenta oficial de Fueled by Ramen en YouTube el 12 de agosto de 2013, mismo día en el cual el sencillo fue lanzado digitalmente. Fue dirigido por Daniel "Cloud" Campos, también productor y director de la secuela de éste, el sencillo Emperor's New Clothes (2015), y coreográfiado por Tamara Levinson.
El vídeo comienza con Brendon Urie en lo que parece ser una cama de hospital y siendo preparado para una cirugía de corazón. Sin embargo, cuando los doctores están a punto de realizar la primera incisión, Urie despierta e intenta escapar, a la vez que los médicos tratan de detenerlo. Luego de que estos lograsen administrarle anestesia, la secuencia cambia a otra donde Urie está siendo preparado para su funeral y posteriormente enterrado en un ataúd de madera. El ataúd comienza a llenarse de agua, pero Urie logra salir. Luego, varias cuerdas detienen a Urie mientras este lucha por continuar; esto puede interpretarse como un símbolo de la muerte arrastrándolo lejos de la vida o una fuerza invisible que lo detiene de poder seguir. El vídeo termina con Urie muriendo en la cama del hospital, mientras su alma se dirige hacía una luz blanca.
De acuerdo con Levinson, el vídeo trata principalmente sobre el amor y de cómo Urie es alejado de éste, no queriendo morir peleando por "su amor". Campos comentó que Urie ve toda la experiencia desde "fuera de su cuerpo", y todo el proceso de su muerte, mientras que el mismo Urie comentó que "el paciente trata de liberarse en una manera metafórica."

## Posicionamiento en listas
| Listas                           | Posición |
| -------------------------------- | -------- |
| UK Singles Chart                 | 179      |
| US Billboard Hot 100             | 86       |
| US Hot Rock Songs (Billboard)    | 12       |
| US Rock Airplay (Billboard)      | 45       |
| US Alternative Songs (Billboard) | 25       |

## Lanzamiento
| País           | Fecha                | Formato           | Discográfica                        |
| -------------- | -------------------- | ----------------- | ----------------------------------- |
| Estados Unidos | 12 de agosto de 2013 | Descarga digital  | Decaydance Records, Fueled by Ramen |
| Estados Unidos | 4 de febrero de 2014 | Alternative radio | Decaydance Records, Fueled by Ramen |